# Estação Ferroviária de Santa Cita
A Estação Ferroviária de Santa Cita é uma interface do Ramal de Tomar que serve a localidade de Santa Cita, no município de Tomar, em Portugal.

## Caracterização

### Localização e acessos
Esta interface tem acesso pelo Largo da Estação, junto à localidade de Santa Cita e à zona industrial de Tomar, perto da confluência da Ribeira da Beselga no Rio Nabão e do cruzamento da A13 com a EN110 e a EN358.

### Descrição física
Em Janeiro de 2011, apresentava duas vias de circulação, com 236 e 206 m de comprimento; as duas plataformas tinham 227 e 156 m de extensão, e 50 e 60 cm de altura.

## História
O Ramal de Tomar entrou ao serviço, com a denominação de Caminho de Ferro de Lamarosa a Tomar, em 24 de Setembro de 1928.